# Princesa de Gales
Princesa de Gales é um título de cortesia que tem sido usado desde o século XIV pela esposa do herdeiro do trono inglês e, posteriormente, britânico. A atual detentora do título é Catarina Middleton, esposa de Guilherme, Príncipe de Gales. Eleanor de Montfort é a única consorte de um príncipe galês independente reconhecido por ter o título. Posteriormente, foi usado por esposas de príncipes de Gales pós-conquista.

## Princesas nativas do País de Gales
A única esposa de um príncipe galês que definitivamente usou o título é Eleanor de Montfort, a noiva inglesa de Llywelyn ap Gruffudd, o último príncipe de Gales nativo. Eleanor morreu pouco depois de dar à luz sua única filha, Gwenllian, que foi feita prisioneira quando criança após a morte de seu pai. Gwenllian foi a única princesa nativa de Gales a ser descrita como Princesa de Gales. Eduardo I de Inglaterra a criou no Priorado de Sempringham em Lincolnshire, longe de onde qualquer rebelde galês poderia encontrá-la, e uma vez apelou ao Papa para aumentar os fundos para o priorado escrevendo que "... aqui é mantida a princesa de Gales, a quem temos que manter".

## Lista de Princesas de Gales
| Imagem | Nome                   | Nascimento             | Casamento              | Tornou-se princesa     | Marido                    | Encerrou como princesa | Morte                  |
| ------ | ---------------------- | ---------------------- | ---------------------- | ---------------------- | ------------------------- | --- | ---------------------- |
|        | Joana de Kent          | 29 de setembro de 1328 | 10 de outubro de 1361  | 10 de outubro de 1361  | Eduardo, o Príncipe Negro | 8 de junho de 1376 morte do marido | 7 de agosto de 1385    |
|        | Ana Neville            | 11 de junho de 1456    | 13 de dezembro de 1470 | 13 de dezembro de 1470 | Eduardo de Westminster    | 4 de maio de 1471 morte do marido | 16 de março de 1485    |
|        | Catarina de Aragão     | 16 de dezembro de 1485 | 14 de novembro de 1501 | 14 de novembro de 1501 | Príncipe Artur            | 2 de abril de 1502 morte do marido | 7 de janeiro de 1536   |
|        | Carolina de Ansbach    | 1 de março de 1683     | 22 de agosto de 1705   | 27 de setembro de 1714 | Príncipe Jorge Augusto    | 11 de junho de 1727 tornou-se rainha consorte | 20 de novembro de 1737 |
|        | Augusta de Saxe-Gota   | 30 de novembro de 1719 | 17 de abril de 1736    | 17 de abril de 1736    | Príncipe Frederico        | 31 de março de 1751 morte do marido | 8 de fevereiro de 1772 |
|        | Carolina de Brunsvique | 17 de maio de 1768     | 8 de abril de 1795     | 8 de abril de 1795     | Príncipe Jorge            | 29 de janeiro de 1820 tornou-se rainha consorte | 7 de agosto de 1821    |
|        | Alexandra da Dinamarca | 1 de dezembro de 1844  | 10 de março de 1863    | 10 de março de 1863    | Príncipe Alberto Eduardo  | 22 de janeiro de 1901 tornou-se rainha consorte | 20 de novembro de 1925 |
|        | Maria de Teck          | 26 de maio de 1867     | 6 de julho de 1893     | 9 de novembro de 1901  | Jorge, Duque de Iorque    | 6 de maio de 1910 tornou-se rainha consorte | 24 de março de 1953    |
|        | Diana Spencer          | 1 de julho de 1961     | 29 de julho de 1981    | 29 de julho de 1981    | Príncipe Carlos           | 31 de agosto de 1997 (Diana manteve o título de 'Princesa de Gales' após o divórcio, perdendo apenas o direito de ser chamada de 'Sua Alteza Real'. Perdeu o título após sua morte.) | 31 de agosto de 1997   |
|        | Camila Shand           | 17 de julho de 1947    | 9 de abril de 2005     | 9 de abril de 2005     | Príncipe Carlos           | 8 de setembro de 2022 tornou-se rainha consorte | Viva                   |
|        | Catarina Middleton     | 9 de janeiro de 1982   | 29 de abril de 2011    | 9 de setembro de 2022  | Príncipe Guilherme        | Incumbente | Viva                   |

## Outros títulos das Princesas de Gales
Uma Princesa de Gales, em virtude de seu casamento com o Príncipe de Gales, também possui os títulos subsidiários do marido. Assim, uma Princesa de Gales também é reconhecida como:
- Duquesa da Cornualha
- Duquesa de Rothesay (pelo qual ela é conhecida na Escócia)
- Condessa de Chester
- Condessa de Carrick
- Baronesa de Renfrew
- Princesa da Escócia